# Стамбульський землетрус (1509)

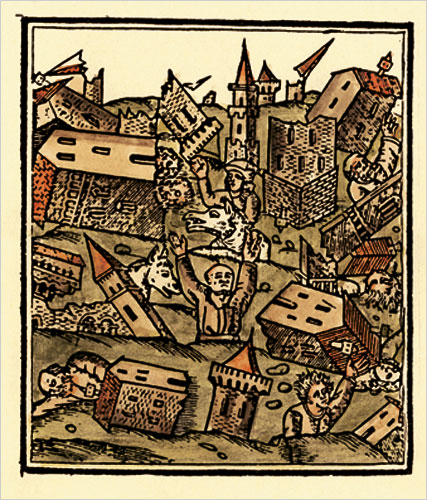
Землетрус 1509 року. Різьба по дереву.

Стамбульський землетрус стався в районі Босфору та Мармурового моря 10 вересня 1509 року. Сила землетрусу склала 7,2±0,3 магнітуд. Внаслідок важких наслідків одержав назву Малий Кінець Світу (тур. Küçük Kıyamet). Султан навіть був змушений на кілька місяців перенести столицю до міста Едірне. За різними оцінками, загинуло від 4000 до 10 000 людей. Було зруйновано понад тисячу будинків, серйозно постраждали 109 мечетей, велика кількість караван-сараїв, лазень та інших будівель.
Землетрус завдав великих збитків Стамбулу (Мечеть Фатіх, Палац Топкапи, квартал Галати) і фортецям уздовж Босфору (Анадолухісар, Румеліхісар, Йорос).
Від підземних поштовхів і цунамі, висотою до 6 метрів також постраждали деякі Принцеві острови.